# Tournament of Champions (golf)
The Sentry este turneul de deschidere a sezonului PGA Tour în anul calendaristic, care se joacă în Hawaii, pe insula Maui. Turneul a fost înființat în 1953; în cea mai mare parte a istoriei sale, turneul a fost limitat la jucătorii de golf care au câștigat un turneu în circuit în anul calendaristic precedent, dar acum sunt invitați și jucătorii care s-au calificat la Tour Championship din anul precedent. Din 1986 până în 2013, a fost evenimentul de deschidere al fiecărui sezon al circuitului; PGA Tour a trecut la sezonul care începea în septembrie și se încheia în august în toamna anului 2013. În 2022, Cameron Smith a realizat cel mai mic scor la paritate de 72 de găuri din istoria PGA Tour (-34) pentru a câștiga turneul.

## Istorie
The Sentry are loc în prima săptămână din ianuarie și, din 1999, se desfășoară pe Plantation Course de la Kapalua Resort, lângă Lahaina, pe insula Maui din Hawaii. Spre deosebire de majoritatea evenimentelor din PGA Tour acesta este un traseu de 73 de lovituri (par).
Locurile de desfășurare anterioare au fost Desert Inn Country Club din Las Vegas, Nevada, de la înființarea evenimentului până în 1966, și Stardust Country Club, tot în Las Vegas, în 1967 și 1968. În următorii treizeci de ani, s-a jucat la La Costa Resort and Spa din Carlsbad, California; s-a mutat din mai în 1985 în ianuarie în 1986, iar în 1999 s-a mutat în Maui.
Turneul a avut mai mulți sponsori principali, primul fiind Mutual of New York (MONY) între 1975 și 1990. După trei ani de sponsorizare de către Infiniti, producătorul german de automobile Mercedes-Benz a început o asociere de șaisprezece ani cu evenimentul, iar numele Tournament of Champions a fost abandonat. În 2010, turneul a încheiat un nou acord pe zece ani cu compania coreeană de radiodifuziune Seoul Broadcasting System, turneul fiind redenumit SBS Championship. Hyundai a preluat sponsorizarea principală în 2011, SBS rămânând sponsor simplu. În 2017, SBS a devenit din nou sponsor principal după ce Hyundai a preluat sponsorizarea principală a evenimentului PGA Tour de la Riviera Country Club. Sentry Insurance a semnat ca sponsor principal al evenimentului cu un acord pe cinci ani începând din 2018, prelungit ulterior până în 2030.
Din 2012 până în 2015, turneul a folosit formatul vineri-luni, alăturându-se Deutsche Bank Championship ca fiind singurele două evenimente din PGA Tour cu acest format. Formatul a permis turneului să aibă propria zi de încheiere și să nu concureze cu cea de-a doua zi a rundei de playoff din NFL.
Pentru turneul din 2021, PGA Tour a anunțat că turneul va fi extins pentru a include cei 30 de jucători calificați pentru Tour Championship 2020, pe lângă câștigătorii turneelor din timpul anului calendaristic 2020. Schimbarea a fost făcută ca urmare a anulării a zece turnee din cauza pandemiei COVID-19. Ediția din 2022 a revenit la formatul obișnuit al câștigătorilor, dar adăugarea celor calificați pentru Tour Championship a devenit permanentă în 2023. Ca urmare, turneul a avut o schimbare de nume pentru 2024, renunțând din nou la denumirea tradițională de Tournament of Champions.

## Televizare
În perioada cand se juca la LaCosta, rundele din weekend erau în mod tradițional televizate de ABC Sports. Cu toate acestea, după ce s-a mutat în Hawaii în 1999, diferența de fus orar nu a fost favorabilă pentru rețeaua de televiziune. Evenimentul s-a mutat la ESPN, partenerul de cablu al ABC, pentru acoperirea tuturor celor patru runde. În 2007, evenimentul s-a mutat la Golf Channel, iar în 2012, NBC Sports a început să difuzeze rundele din weekend, producând în același timp noua rundă finală de luni pentru rețeaua soră Golf Channel. Începând din 2018, acoperirea de joi până duminică s-a împărțit între Golf Channel și NBC, aceasta din urmă preluând acoperirea din weekend atunci când nu intră în conflict cu transmisiunile rețelei a meciurilor din playoff-ul NFL.

## Câștigători
| An                               | Câștigător          | Scor       | Până la par | Diferența față de locul 2 | Locul 2                                                  | Premiul câștigătorului ($) |            |
| The Sentry                       | The Sentry          | The Sentry | The Sentry  | The Sentry                | The Sentry                                               | The Sentry                 | The Sentry |
| -------------------------------- | ------------------- | ---------- | ----------- | ------------------------- | -------------------------------------------------------- | -------------------------- | ---------- |
| 2025                             | Hideki Matsuyama    | 257        | −35         | 3 lovituri                | Collin Morikawa                                          | 3.600.000                  |            |
| 2024                             | Chris Kirk          | 263        | −29         | 1 lovitură                | Sahith Theegala                                          | 3.600.000                  |            |
| Sentry Tournament of Champions   |                     |            |             |                           |                                                          |                            |            |
| 2023                             | Jon Rahm            | 265        | −27         | 2 lovituri                | Collin Morikawa                                          | 2.700.000                  |            |
| 2022                             | Cameron Smith       | 258        | −34         | 1 lovitură                | Jon Rahm                                                 | 1.476.000                  |            |
| 2021                             | Harris English      | 267        | −25         | Playoff                   | Joaquín Niemann                                          | 1.340.000                  |            |
| 2020                             | Justin Thomas (2)   | 278        | −14         | Playoff                   | Patrick Reed Xander Schauffele                           | 1.340.000                  |            |
| 2019                             | Xander Schauffele   | 269        | −23         | 1 lovitură                | Gary Woodland                                            | 1.300.000                  |            |
| 2018                             | Dustin Johnson (2)  | 268        | −24         | 8 lovituri                | Jon Rahm                                                 | 1.260.000                  |            |
| SBS Tournament of Champions      |                     |            |             |                           |                                                          |                            |            |
| 2017                             | Justin Thomas       | 270        | −22         | 3 lovituri                | Hideki Matsuyama                                         | 1.220.000                  |            |
| Hyundai Tournament of Champions  |                     |            |             |                           |                                                          |                            |            |
| 2016                             | Jordan Spieth       | 262        | −30         | 8 lovituri                | Patrick Reed                                             | 1.180.000                  |            |
| 2015                             | Patrick Reed        | 271        | −21         | Playoff                   | Jimmy Walker                                             | 1.140.000                  |            |
| 2014                             | Zach Johnson        | 273        | −19         | 1 lovitură                | Jordan Spieth                                            | 1.140.000                  |            |
| 2013                             | Dustin Johnson      | 203        | −16         | 4 lovituri                | Steve Stricker                                           | 1.140.000                  |            |
| 2012                             | Steve Stricker      | 269        | −23         | 3 lovituri                | Martin Laird                                             | 1.120.000                  |            |
| 2011                             | Jonathan Byrd       | 268        | −24         | Playoff                   | Robert Garrigus                                          | 1.120.000                  |            |
| SBS Championship                 |                     |            |             |                           |                                                          |                            |            |
| 2010                             | Geoff Ogilvy (2)    | 270        | −22         | 1 lovitură                | Rory Sabbatini                                           | 1.120.000                  |            |
| Mercedes-Benz Championship       |                     |            |             |                           |                                                          |                            |            |
| 2009                             | Geoff Ogilvy        | 268        | −24         | 6 lovituri                | Anthony Kim Davis Love III                               | 1.120.000                  |            |
| 2008                             | Daniel Chopra       | 274        | −18         | Playoff                   | Steve Stricker                                           | 1.100.000                  |            |
| 2007                             | Vijay Singh         | 278        | −14         | 2 lovituri                | Adam Scott                                               | 1.100.000                  |            |
| Mercedes Championships           |                     |            |             |                           |                                                          |                            |            |
| 2006                             | Stuart Appleby (3)  | 284        | −8          | Playoff                   | Vijay Singh                                              | 1.080.000                  |            |
| 2005                             | Stuart Appleby (2)  | 271        | −21         | 1 lovitură                | Jonathan Kaye                                            | 1.060.000                  |            |
| 2004                             | Stuart Appleby      | 270        | −22         | 1 lovitură                | Vijay Singh                                              | 1.060.000                  |            |
| 2003                             | Ernie Els           | 261        | −31         | 8 lovituri                | K. J. Choi Rocco Mediate                                 | 1.000.000                  |            |
| 2002                             | Sergio García       | 274        | −18         | Playoff                   | David Toms                                               | 720.000                    |            |
| 2001                             | Jim Furyk           | 274        | −18         | 1 lovitură                | Rory Sabbatini                                           | 630.000                    |            |
| 2000                             | Tiger Woods (2)     | 276        | −16         | Playoff                   | Ernie Els                                                | 522.000                    |            |
| 1999                             | David Duval         | 266        | −26         | 9 lovituri                | Mark O'Meara Billy Mayfair                               | 468.000                    |            |
| 1998                             | Phil Mickelson (2)  | 271        | −17         | 1 lovitură                | Mark O'Meara Tiger Woods                                 | 306.000                    |            |
| 1997                             | Tiger Woods         | 202        | −14         | Playoff                   | Tom Lehman                                               | 216.000                    |            |
| 1996                             | Mark O'Meara        | 271        | −17         | 3 lovituri                | Nick Faldo Scott Hoch                                    | 180.000                    |            |
| 1995                             | Steve Elkington (2) | 278        | −10         | Playoff                   | Bruce Lietzke                                            | 180.000                    |            |
| 1994                             | Phil Mickelson      | 276        | −12         | Playoff                   | Fred Couples                                             | 180.000                    |            |
| Infiniti Tournament of Champions |                     |            |             |                           |                                                          |                            |            |
| 1993                             | Davis Love III      | 272        | −16         | 1 lovitură                | Tom Kite                                                 | 144.000                    |            |
| 1992                             | Steve Elkington     | 279        | −9          | Playoff                   | Brad Faxon                                               | 144.000                    |            |
| 1991                             | Tom Kite (2)        | 272        | −16         | 1 lovitură                | Lanny Wadkins                                            | 144.000                    |            |
| MONY Tournament of Champions     |                     |            |             |                           |                                                          |                            |            |
| 1990                             | Paul Azinger        | 272        | −16         | 1 lovitură                | Ian Baker-Finch                                          | 135.000                    |            |
| 1989                             | Steve Jones         | 279        | −9          | 3 lovituri                | David Frost Jay Haas                                     | 135.000                    |            |
| 1988                             | Steve Pate          | 202        | −14         | 1 lovitură                | Larry Nelson                                             | 90.000                     |            |
| 1987                             | Mac O'Grady         | 278        | −10         | 1 lovitură                | Rick Fehr                                                | 90.000                     |            |
| 1986                             | Calvin Peete        | 267        | −21         | 6 lovituri                | Mark O'Meara                                             | 90.000                     |            |
| 1985                             | Tom Kite            | 275        | −13         | 6 lovituri                | Mark McCumber                                            | 72.000                     |            |
| 1984                             | Tom Watson (3)      | 274        | −14         | 5 lovituri                | Bruce Lietzke                                            | 72.000                     |            |
| 1983                             | Lanny Wadkins (2)   | 280        | −8          | 1 lovitură                | Raymond Floyd                                            | 72.000                     |            |
| 1982                             | Lanny Wadkins       | 280        | −8          | 3 lovituri                | Andy Bean David Graham Craig Stadler Ron Streck          | 63.000                     |            |
| 1981                             | Lee Trevino         | 273        | −15         | 2 lovituri                | Raymond Floyd                                            | 54.000                     |            |
| 1980                             | Tom Watson (2)      | 276        | −12         | 3 lovituri                | Jim Colbert                                              | 54.000                     |            |
| 1979                             | Tom Watson          | 275        | −13         | 6 lovituri                | Bruce Lietzke Jerry Pate                                 | 54.000                     |            |
| 1978                             | Gary Player (2)     | 281        | −7          | 2 lovituri                | Andy North Lee Trevino                                   | 45.000                     |            |
| 1977                             | Jack Nicklaus (5)   | 281        | −7          | Playoff                   | Bruce Lietzke                                            | 45.000                     |            |
| 1976                             | Don January (2)     | 277        | −11         | 5 lovituri                | Hubert Green                                             | 45.000                     |            |
| 1975                             | Al Geiberger        | 277        | −11         | Playoff                   | Gary Player                                              | 40.000                     |            |
| Tournament of Champions          |                     |            |             |                           |                                                          |                            |            |
| 1974                             | Johnny Miller       | 280        | −8          | 1 lovitură                | Buddy Allin John Mahaffey                                | 40.000                     |            |
| 1973                             | Jack Nicklaus (4)   | 276        | −12         | 1 lovitură                | Lee Trevino                                              | 40.000                     |            |
| 1972                             | Bobby Mitchell      | 280        | −8          | Playoff                   | Jack Nicklaus                                            | 33.000                     |            |
| 1971                             | Jack Nicklaus (3)   | 279        | −9          | 8 lovituri                | Bruce Devlin Gary Player Dave Stockton                   | 33.000                     |            |
| 1970                             | Frank Beard (2)     | 273        | −15         | 7 lovituri                | Billy Casper Tony Jacklin Gary Player                    | 30.000                     |            |
| 1969                             | Gary Player         | 284        | −4          | 2 lovituri                | Lee Trevino                                              | 30.000                     |            |
| 1968                             | Don January         | 276        | −8          | 1 lovitură                | Julius Boros                                             | 30.000                     |            |
| 1967                             | Frank Beard         | 278        | −6          | 1 lovitură                | Arnold Palmer                                            | 20.000                     |            |
| 1966                             | Arnold Palmer (3)   | 283        | −5          | Playoff                   | Gay Brewer                                               | 20.000                     |            |
| 1965                             | Arnold Palmer (2)   | 277        | −11         | 2 lovituri                | Chi-Chi Rodríguez                                        | 14.000                     |            |
| 1964                             | Jack Nicklaus (2)   | 279        | −9          | 2 lovituri                | Al Geiberger Doug Sanders                                | 12.000                     |            |
| 1963                             | Jack Nicklaus       | 273        | −15         | 5 lovituri                | Tony Lema Arnold Palmer                                  | 13.000                     |            |
| 1962                             | Arnold Palmer       | 276        | −12         | 1 lovitură                | Billy Casper                                             | 11.000                     |            |
| 1961                             | Sam Snead           | 273        | −15         | 7 lovituri                | Tommy Bolt                                               | 10.000                     |            |
| 1960                             | Jerry Barber        | 268        | −20         | 4 lovituri                | Jay Hebert                                               | 10.000                     |            |
| 1959                             | Mike Souchak        | 281        | −7          | 2 lovituri                | Art Wall Jr.                                             | 10.000                     |            |
| 1958                             | Stan Leonard        | 275        | −13         | 1 lovitură                | Billy Casper                                             | 10.000                     |            |
| 1957                             | Gene Littler (3)    | 285        | −3          | 3 lovituri                | Billy Casper Jimmy Demaret Dow Finsterwald Billy Maxwell | 10.000                     |            |
| 1956                             | Gene Littler (2)    | 281        | −7          | 4 lovituri                | Cary Middlecoff                                          | 10.000                     |            |
| 1955                             | Gene Littler        | 280        | −8          | 13 lovituri               | Jerry Barber Pete Cooper Bob Toski                       | 10.000                     |            |
| 1954                             | Art Wall Jr.        | 278        | −10         | 6 lovituri                | Al Besselink Lloyd Mangrum                               | 10.000                     |            |
| 1953                             | Al Besselink        | 280        | −8          | 1 lovitură                | Chandler Harper                                          | 10.000                     |            |

Note: Scorurile trecute pe fundal verde indică scoruri record.

## Câștigători multipli
Șaisprezece sportivi au câștigat turneul de mai multe ori până în 2023.
- 5 victorii
  - Jack Nicklaus: 1963, 1964, 1971, 1973, 1977
- 3 victorii
  - Gene Littler: 1955, 1956, 1957
  - Arnold Palmer: 1962, 1965, 1966
  - Tom Watson: 1979, 1980, 1984
  - Stuart Appleby: 2004, 2005, 2006

- 2 victorii
  - Frank Beard: 1967, 1970
  - Don January: 1968, 1976
  - Gary Player: 1969, 1978
  - Lanny Wadkins: 1982, 1983
  - Tom Kite: 1985, 1991
  - Steve Elkington: 1992, 1995
  - Phil Mickelson: 1994, 1998
  - Tiger Woods: 1997, 2000
  - Geoff Ogilvy: 2009, 2010
  - Dustin Johnson: 2013, 2018
  - Justin Thomas: 2017, 2020